# Stanley Lubungo
Stanley Lubungo MAfr (ur. 1967) – zambijski duchowny rzymskokatolicki, od 2017 przełożony generalny Zgromadzenia Misjonarzy Afryki oraz wicekanclerz Papieskiego Instytutu Studiów Arabskich i Islamistyki.

## Życiorys
Święcenia kapłańskie przyjął 2 sierpnia 1997. Urząd przełożonego generalnego pełni od 27 maja 2016.